# Acetato de manganês(II)
Acetato de manganês(II) é um composto inorgânico de fórmula química Mn(CH3COO)2. É utilizado como dissecante, catalisador e fertilizante.